# 広島 - 蒲刈・豊浜・豊線
広島 - 蒲刈・豊浜・豊線（ひろしま - かまがり・とよはま・ゆたかせん）は、広島市と呉市蒲刈・豊浜・豊地区（大崎下島）を結んでいた高速バスである。

## 概要
広島と呉市島嶼部（安芸灘諸島）を結ぶ路線は、2000年1月に開業した広島蒲刈線が前身となる。航路廃止に伴う失職者救済のために設立された広島あきなだ高速（のちの広今あきなだ高速）に加え、路線の大半がクレアラインと同一ルートであることから、既存業者の中国JRバス、広島電鉄、呉市交通局を加えた4社局共同運行での路線開設となったが、採算性悪化に伴い早々に中国JRバスと広島電鉄の2社が撤退し、広今あきなだ高速と呉市交通局の共同運行となる。
その後大浦港への延長、広今あきなだ高速撤退と同時に瀬戸内産交参入などの変化があったが、2008年11月の豊島大橋開通に伴い、瀬戸内産交の呉駅前・そごう発着系統と整理統合の上、さんようバスに路線を継承。大崎下島の沖友天満宮前まで路線延長し、「広島・蒲刈・豊島線」（愛称：とびしまライナー）に改称された。2023年4月1日から全便運休し、翌2024年3月31日をもって路線を廃止。

## 運行会社
- さんようバス
  - 過去には広島電鉄・中国ジェイアールバス・広今あきなだ高速・呉市交通局・瀬戸内産交が運行していた。

## 停車停留所
- 広島バスセンター - 八丁堀 - 広島駅 - （広島市内停留所） - 天応西条 - 呉駅前 - （阿賀・広地区停留所） - 広駅前 - （仁方地区主要停留所） - 小仁方 - （下蒲刈・蒲刈・豊島・大崎下島主要停留所） - 沖友天満宮前
  - 広島市内停留所から広島市内のみの利用、および呉市本土の停留所から呉市本土のみの利用は不可。島嶼部では乗降制限なし。

## 歴史
- 2000年1月19日 - 前日の安芸灘大橋の開通に伴い、広島蒲刈線路線開設。当時の蒲刈側の終点は田戸。
- 2002年3月23日 - 休山新道経由に変更し、仁方、広、阿賀、天応の4地区にあるバス停11カ所でも乗降できるようになった。中国JRバス、広島電鉄が撤退。
- 2002年10月10日 - 蒲刈側の終点を大浦港まで延長。
- 2007年4月1日 - 広今あきなだ高速が撤退し、それにかわり、瀬戸内産交が参入。
- 2008年11月19日 - 前日の豊島大橋開通に伴い大崎下島の沖友天満宮前まで路線延長し、「広島・蒲刈・豊島線」に改称。塩浜新開・三之瀬および田戸東谷～大浦の停留所は廃止され、およそ6年半ぶりに休山新道を経由しなくなった。同時に呉市交通局と瀬戸内産交が撤退し、代わりにさんようバスが参入。
- 2022年5月11日 - 4往復中、2本目・3本目が、呉駅～沖友天満宮間に短縮された。（行先表示は「広島センター」）
- 2023年4月1日 - 当面の間、全便運休。
- 2024年3月31日 - とびしまライナーを廃止。

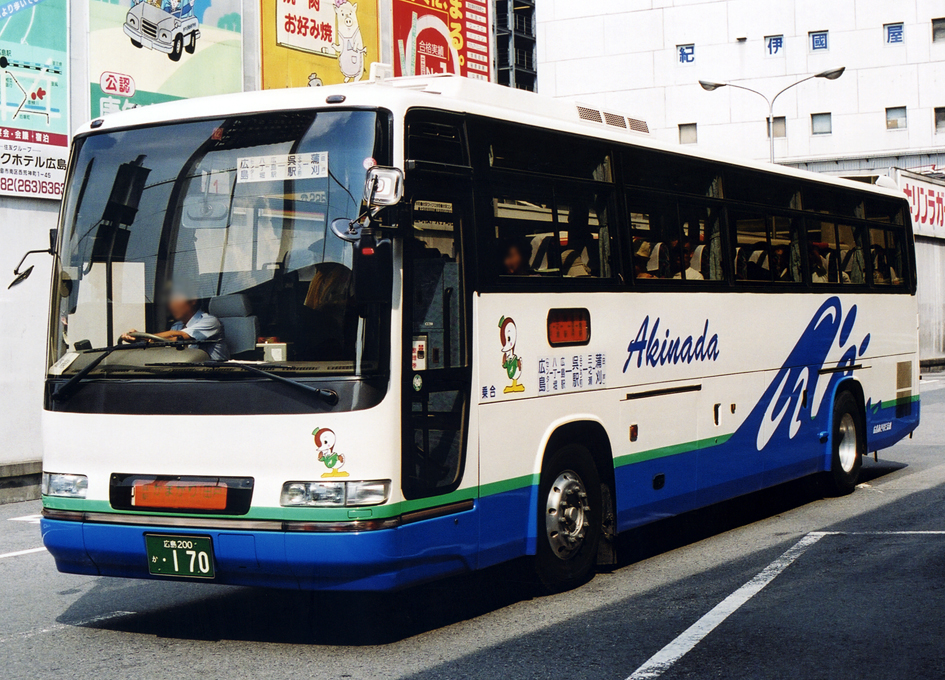
広島あきなだ高速運行当時の広島蒲刈線
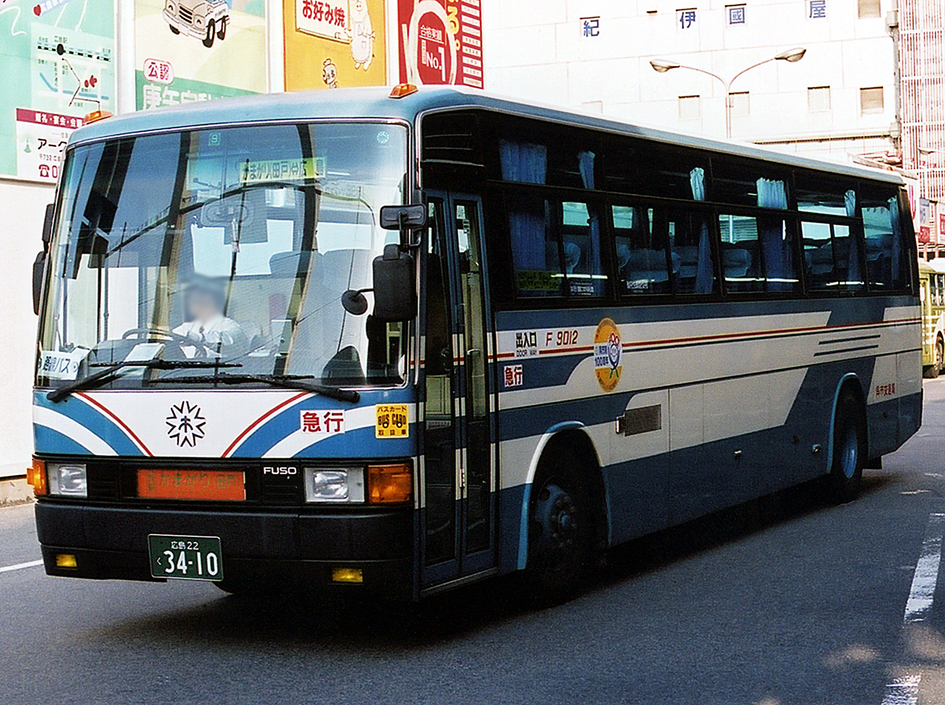
呉市交通局運行当時の広島蒲刈線
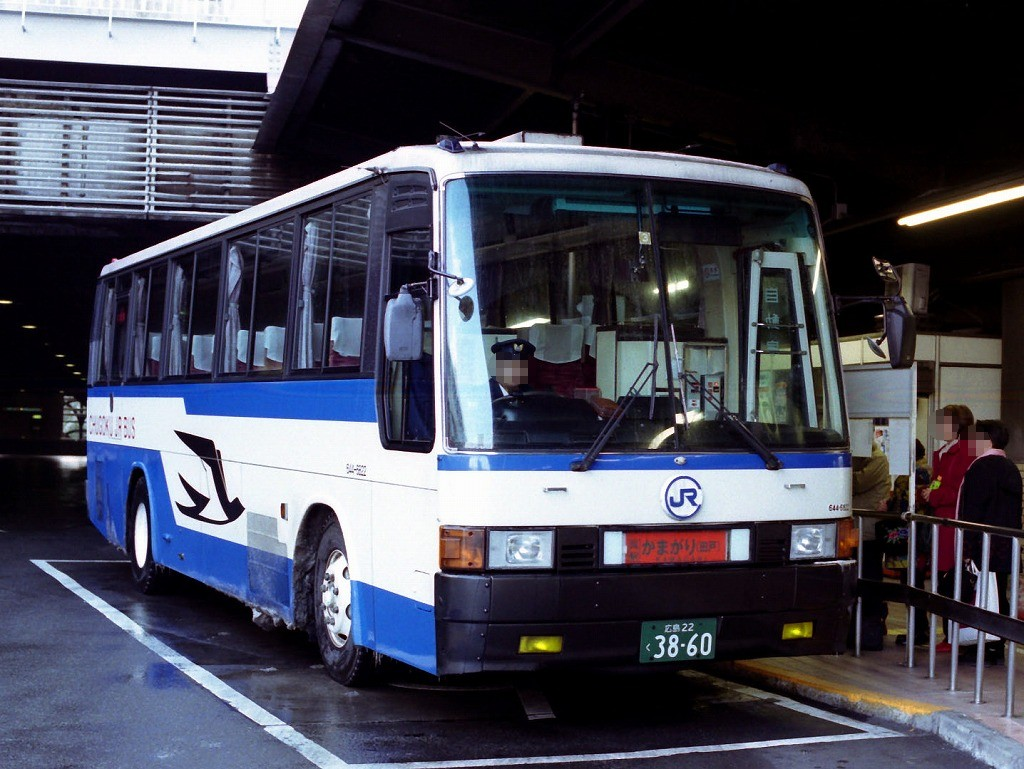
中国JRバス運行当時の広島蒲刈線
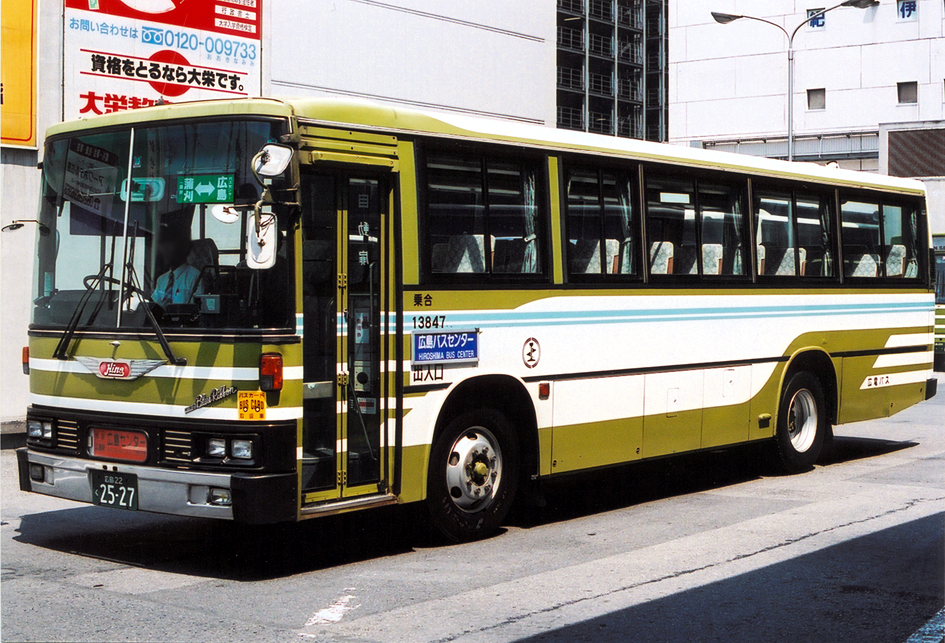
広島電鉄運行当時の広島蒲刈線

## 車内・運行
設備
- 4列シート。
- 全便全席自由席。混雑時は補助席の利用も可能。
- 全便全席禁煙。
- トイレはない。途中の見戸代バス停にてトイレ休憩がある。

運転・運賃収受
- 全便ワンマン運転。
- 前乗り前降り方式。
- 整理券方式が採用されているため、乗車時に整理券を取り、降車時に整理券、乗車券・運賃を運賃箱に投入する。
- 全便自由席なので、広島バスセンターにある自動券売機で購入した共通乗車券を使用したり、車内で精算することも可能である。
- バスカードの利用は2010年（平成22年）10月31日で取扱いを終了した。PASPYは2012年7月1日に導入した。